# Balduin Sulzer
Balduin Sulzer OCist (* als Josef Sulzer am 15. März 1932 in Großraming, Oberösterreich; † 10. April 2019 in Linz) war ein österreichischer römisch-katholischer Ordenspriester. Er wurde bekannt als Musikpädagoge, Komponist und Kapellmeister.

## Leben
Im Alter von zehn Jahren kam Sulzer nach Linz, wo er das Gymnasium besuchte. Er sang als Ministrant im Linzer Dom in der „Domschola“ unter Leitung von Domkapellmeister Josef Kronsteiner. Nach der Matura schloss er sich 1949 der Ordensgemeinschaft der Zisterzienser im Stift Wilhering an und erhielt den Ordensnamen Balduin. Er begann seine philosophisch-theologischen Studien in Linz und Rom sowie ein Studium des Lehrfachs Geschichte an der Universität Wien. Er absolvierte eine musikalische Ausbildung am Brucknerkonservatorium in Linz, an dem Päpstlichen Institut für Kirchenmusik in Rom und an der Wiener Musikhochschule, unter anderem bei Hans Gillesberger.
Im Jahr 1955 empfing Balduin Sulzer die Priesterweihe. Von 1959 bis 1977 war er Musikerzieher am Stiftsgymnasium Wilhering, wo er die Wilheringer Sängerknaben und die Kantorei Wilhering leitete. Von 1974 bis 1997 war Sulzer Musikprofessor am Linzer Musikgymnasium. Zudem war er Korrepetitor am Linzer Brucknerkonservatorium und Domkapellmeister. Franz Welser-Möst studierte Komposition bei Sulzer, der Tenor Kurt Azesberger sowie die Sopranistin Anna Maria Pammer waren ebenfalls seine Schüler. Sulzer war Gründer und musikalischer Leiter des Linzer Musikgymnasiums, wo er von 1974 bis zu seiner Pensionierung im Jahr 1997 wirkte.
Balduin Sulzer lebte und arbeitete im Stift Wilhering, wo er auch als Stiftskapellmeister tätig war. Er wurde am Klosterfriedhof Wilhering bestattet.

## Auszeichnungen
- 1970: Förderungspreis des Landes Oberösterreich für Komposition
- 1977: Kulturpreis des Landes Oberösterreich für Musik
- 1979: Förderungspreis vom Amt der Oberösterreichischen Landesregierung
- 1984: Kulturmedaille der Stadt Linz
- 1992: Goldenes Ehrenzeichen vom Tiroler Sängerbund
- 1993: Heinrich-Gleißner-Preis
- 1996:
  - Anton-Bruckner-Preis (Großer Kulturpreis des Landes Oberösterreich)
  - Kunstwürdigungspreis der Stadt Linz
  - Ehrenring der Marktgemeinde Wilhering
  - Österreichischer Würdigungspreis für Musik
- 2007: Kulturmedaille der Stadt Linz
- 2011: Goldenes Ehrenzeichen für Verdienste um die Republik Österreich[5]
- 2012: Ehrenbürger der Marktgemeinde Wilhering[6]

## Werke (Auswahl)
Das Werk Sulzers umfasst über 400 Arbeiten, darunter vier Opern, Kindermusicals, neun Symphonien, eine Passion, zwölf Instrumentalkonzerte, Klavier- und Kammermusik sowie Lieder und Chormusik.

### Ensemblemusik
- Musica tonalis I – Duo für Blockflöte und Gitarre, op. 20 (1963)[8]
- Sonate Nr. 1 – Duo für Klavier und Violine, op. 7 (1964)[8]
- Andante espressivo – Trio für Klavier, Violine und Violoncello, op. 9a (1965)[8]
- Sonate Nr. 2 – Duo für Klavier und Violine, op. 10 (1966)[8]
- Klarinetten-Trio – für Klarinette, Klavier und Viola, op. 28 (1968)[8]
- Sonate Nr. 3 – Duo für Klavier und Violine, op. 19 (1971)[8]
- Quintett – für Flöte, Oboe, Klarinette, Fagott und Horn, op. 25 (1973)[8]
- Musica tonalis II – Duo für Blockflöte und Gitarre, op. 20a (1973)[8]
- Sieben Texte von Herwig Strobl – für Singstimme, Sprecher, Oboe d’amore und Schlagwerk, op. 35 (1974)[8]
- Kleines Divertimento – Quartett für zwei Violoncelli, Klavier und Violine, op. 46 (1975)[8]
- Pezzo giocoso – Duo für Klavier und Violine, op. 31a (1975)[8]
- Rotation – Duo für Klarinette und Klavier, op. 50 (1976)[8]
- Rondo – Trio für Violine, Viola und Violoncello, op. 57 (1977)[8]
- Terzetto instrumentale – für zwei Violinen und Violoncello, op. 46a (1978)[8]
- Schubladenstück – für drei Schlagwerker und ein im dritten Satz gastierendes Kammerduo, bestehend aus Koloratursopran und Violoncello, op. 58 (1979)[8]
- Sonatina da chiesa I – Duo für Flügelhorn und Orgel, op. 81 (1981)[8]
- Fagottiade I – Quartett für Fagott, Violine, Viola und Violoncello, op. 80 (1982)[8]
- Gran Duo – für zwei Violinen, op. 89 (1985)[8]
- Introduktion und Scherzo – Duo für Fagott und Orgel, op. 94 (1987)[8]
- Mikrowellen – Duo für Blockflöte und Perkussion, op. 108 (1988)[8]
- Improvisation zu „Der Rosenkavalier“ – Insbesondere über die Passage „Die schöne Musi! Da muß man weinen, weils gar so schön ist“ (Oktavian, 3. Akt), op. 128 (1990)[8]
- Bicinium bassabile – Duo für Violoncello und Kontrabass, op. 120 (1990)[8]
- Volkslied-Attrappen – Duo für Klarinette und Klavier, op. 191 (1991)[8]
- Tu non sai, quanto soffri il mio vecchio genitor – Szena affettuosa di Giorgio Germont, Duo für Klavier und Violoncello, op. 140 (1992)[8]
- Leierkasten-Stücke – Duo für Kontrabass und Klavier, op. 151 (1994)[8]
- Madrigal – Duett für Sopran und Mezzosopran mit Klavier-Duo nach Texten von Anton Bruckner, op. 366 (1995)[8]
- Aulodie – Quintett für zwei Violinen, Oboe, Viola und Violoncello, op. 168 (1996)[8]
- Musica boscareccia oder Waldgeräusche – Oktett für vier Klarinetten, Bassetthorn, Bassklarinette und Kontrabassklarinette, op. 172 (1997)[8]
- Kaulquappen, nichts als Kaulquappen – Quartett für vier Blockflöten, op. 180 (1998)[8]
- Aria colorata – Duo für Flöte und Orgel, op. 190 (1999)[8]
- Cherchez le theme – Duo für Violoncello und Klavier (2000)[8]
- Tenebrae – nach einem Text von Paul Celan für Singstimme und Instrumente (2001)[8]
- Pasticcio zum Thema „Regen“ – Duo für Klavier und Viola mit Solostomme Mezzosopran (2002)[8]
- Katzen würden Whiskas kaufen – Intermezzo giocoso für Violine und Gitarre, op. 236 (2003)[8]
- Moment musical – Duo für Vibraphon und Violine, op. 250 (2004)[8]
- Damengambit – 7 Gesänge für Mezzosopran, Fagott, Violoncello, Schlagwerk und Klavier nach Texten von Roswitha Klaushofer, op. 266 (2005)[8]
- Franncorcebertosca – Konzertante Invention für 2 Querflöten und Streicher, op. 281 (2006)[8]
- Präambel – zu Mozarts Konzert für Flöte, Harfe und Orchester, KV 299, op. 286 (2007)[8]
- Valentin–Romanze – Trio für Klavier, Violine und Violoncello, op. 312 (2007–2008)[8]
- Wald- und Wiesenmusik – Quartett für vier Hörner, op. 318 (2008)[8]
- J. Haydns Andante aus der „Symphonie mit dem Paukenschlag“ – Quartett für Flöte, Violine, Viola und Violoncello, op. 340 (2009)[8]
- Reminiszenz an Karol Wojtylas Kinderchor „Meine Seele erkling“ – Trio für Violine, Viola und Violoncello, op. 330a (2009)[8]
- MUSICA IV – mit Seitenblicken auf Mozarts Dissonanzenquartett und Wagners „Walkürenritt“, op. 351 (2010)[8]
- INTERMAZZO À 4 – Quartett für Klavier, Violine, Viola und Violoncello, op. 370 (2011)[8]
- Die Himmelsdinge lieben – Zwölf Miniaturen für Sopran und vier Streicher in wechselnder Besetzung nach Texten von Rose Ausländer, Elisabeth Brandstätter und Friederike Mayröcker (2013)[8]

### Solomusik
- Miniaturen – für Klavier solo, op. 3 (1963)[8]
- Trio super Pange lingua – Sonate für Orgel solo, op.  (1982)[8]
- Sonate in einem Satz – für Violin solo, op. 13 (1967)[8]
- Vier Lieder nach Texten von Rainer Maria Rilke – für Klavier solo und Solostimme, op. 30 (1974)[8]
- Expressionen – Sieben Lieder nach Texten von Elisabeth Brandstätter für Klavier solo und Solostimme Sopran, op. 45 (1975)[8]
- Notizen – für Klavier solo, op. 56 (1977)[8]
- Aphorismen – für Violin solo, op. 51a (1978)[8]
- Glossen – für Klavier solo, op. 72 (1980)[8]
- Sonata rhapsodique – für Klavier solo, op. 53 (1982)[8]
- Drei Lieder nach Texten von Ernst Jandl – für Klavier solo und Solostimme Sopran, op. 87 (1984)[8]
- Vier Lieder nach Texten von Barbara Mayer und Elisabeth Brandstätter – für Klavier solo und Solostimme Sopran, op. 88 (1985)[8]
- Auf der Suche nach dem Gedicht – für Klavier solo und Solostimme Sopran nach Texten von Karin Beate Kraml, op. 87a (1987)[8]
- Resonanzen – für Klavier solo, op. 109 (1988)[8]
- Meditation über „Dein aschenes Haar, Sulamith“ – für Violin solo nach Texten von Paul Celan, op. 127 (1990)[8]
- Cavatina variata – für Flöte solo, op. 129 (1991)[8]
- Die sinnlose Pose einer Zuckerzange – Fünf Lieder nach Texten von Herbert Vorbach für Violoncello solo und Solostimme Tenor, op. 141 (1992)[8]
- Carmina mortis – für Cembalo solo und Solostimme Sopran, op. 142 (1993)[8]
- Mein Land – für Klavier solo mit Duett für Tenor und Sopran nach einem Text von Rudolf Weilhartner, op. 144 (1993)[8]
- Steirisches Volkslied – Variante für Sopran und Klavier, op. 87b (1994)[8]
- Die Menschen – Vier Lieder für Bariton und Klavier nach Texten von Rose Ausländer, op. 160 (1995)[8]
- Cordophonia III – für Mandoline solo, op. 182 (1997)[8]
- Die Fledermaus – quergehört – für Klavier zu 4 Händen (1999)[8]
- Aida, ove sei tu? – Trauermusik für Klavier zu vier Händen (2001)[8]
- Anima Christi – für Vibraphon solo und Solostimme Sopran (2002)[8]
- Short Story – für Klarinette solo, op. 237 (2003)[8]
- Ansichtskartenmusik I – für Klavier solo, op. 243 (2004)[8]
- Monodia capricciosa – für Gitarre solo, op. 320 (2008)[8]
- Fantasia für Magdalena – für Viola solo, op. 344 (2009)[8]
- ALLA CIACCONA – für Violine solo, op. 354 (2010)[8]
- Petitesses zum Thema „Violine Plus“ – für Violine solo, op. 369 (2011)[8]

### Vokalmusik
- Musica vocalis de adventu Domini – für gemischten Chor, op. 40 (1968)[8]
- Invocationen – Kantate, op. 15 (1971)[8]
- Laudate Dominum – Geistliches Chanson, op. 40a (1975/1980)[8]
- Solfège – für gemischten Chor, op. 73 (1980)[8]
- Zwei Adventlieder – für Männerchor nach Texten von Hans Dieter Mairinger, op. 98b (1989)[8]
- Zwei Weihnachtslieder – für gemischten Chor nach Texten von Hans Dieter Mairinger, op. 98c (1989)[8]
- Deutsche Gesänge zur Weihnachtsmesse – für gemischten Chor, Orgel und Streicher, op. 111c (1993)[8]
- O Sapientia – Motette für gemischten Chor a cappella (1995)[8]
- Ave Regina coelorum – Antiphon für Oberstimmenchor und Klavier, op. 166 (1996)[8]
- Da Derfrerte – Volksliedvariante für gemischten Chor, op. 189 (1999)[8]
- Bäcka, Bäcka – ein Handwerkslied aus Niederösterreich für gemischten Chor und Klavier (2001)[8]
- Scherzo spirituale – zum 4. Fastensonntag für Orgel solo und gemischten Chor (2001)[8]
- Drin im Haselgrabn – Volkslied-Attrappe für 3 gleiche Stimmen und Flaschenspiel, op. 194 (2001)[8]
- Wer sich die Musik erkiest – für 4 Oberstimmen a cappella nach Texten von Martin Luther, op. 283 (2005)[8]
- Madrigal im Herbst – für gemischten Chor, op. 261 (2005)[8]
- Pfingst-Antiphon – für 2 Soprane, 2 Tenöre und 2 Bässe a cappella, op. 291 (2007)[8]
- Der Postknecht von Steyr – Volkslied aus Oberösterreich, Satz für gemischten Chor und Klavier, op. 296 (2007)[8]
- Gebet – Motette für gemischten Chor, op. 319 (2008)[8]
- Roderich von Kürnberg – Ballade für gemischten Chor a cappella, op. 313 (2008)[8]
- Psalmodia Saltanda - Psalm 116, 1/2 – Für gemischten Chor a cappella, op. 341 (2009)[8]
- Meine Seele erklingt – Gotteslob des Karol Wojtyla für Kinderchor und Klavier, op. 330 (2009)[8]
- A ganze Weil – für vierstimmigen gemischten Chor, op. 342 (2010)[8]
- Das Mühlviertel und sein Granit – Eine Ode nach einem Text von Magdalena Froschauer, op. 360 (2010)[8]
- LOBET GOTT – Motette für vierstimmigen gemischten Chor (2011)[8]

### Bühnenmusik
- Golgatha – Drei Szenen nach Texten von Konrad Weiß für Klavier solo und Solostimme Mezzosopran, op. 11 (1966)[8]
- Szenen der Belisa aus op. 85 – für Orchester und Solostimme Sopran, op. 85a (1986)[8]
- Historia de Judith et Holofernes – Kirchenoper in 7 Szenen nach biblischen Texten, op. 241 (2003)[8]
- Das musikalische Nashorn – … ein tierisches Musiktheater nach Texten von Peter Hacks, op. 264 (2004)[8]
- Das Geheimnis der Geige – Ein Singspiel in 6 Akten für Kinder nach einem Text von Elisabeth Rathenböck und Veronika Kelcher, op. 307 (2007)[8]
- Kaspar H. – Oper in 15 Szenen nach Texten von Vera Elisabeth Rathenböck, op. 358 (2009)[8]
- Die Prinzessin – Ein Musikalisches Märchen – nach Texten von Arnold Schönberg und Norbert Trawöger, op. 336 (2009)[8]
- Ferdinand und Klarabella – Duftig-deftiges Musiktheater (2013)[8]